# 彭贊斯 (亞利桑那州)
彭贊斯（英語：Penzance）是位於美國亞利桑那州納瓦霍縣的一個非建制地區。該地的面積和人口皆未知。

## 地理
彭贊斯的座標為34°54′19″N 110°15′17″W / 34.90528°N 110.25472°W，而該地的平均海拔高度為1543米（即5062英尺）。